# Thalictrum rhynchocarpum
Thalictrum rhynchocarpum är en ranunkelväxtart. Thalictrum rhynchocarpum ingår i släktet rutor, och familjen ranunkelväxter.

## Underarter
Arten delas in i följande underarter:
- T. r. rhynchocarpum
- T. r. ruwenzoriense